# Oldsmobile 88
El Oldsmobile 88 (conocido desde 1989 en adelante como Eighty Eight) es un automóvil de tamaño completo que fue vendido y producido por Oldsmobile desde 1949 hasta 1999. De 1950 a 1974, el 88 fue la línea más vendida de la división, particularmente como una berlina de lujo a precios más baratos que el 98. La serie 88 también fue líder de imagen para Oldsmobile, particularmente en los primeros años (1949-51) cuando era uno de los automóviles con mejor rendimiento gracias a su tamaño relativamente pequeño, peso ligero y avanzado motor V8 de alta compresión. Con el gran V8 de alto rendimiento, el Oldsmobile 88 es ampliamente considerado como el primer "coche músculo", aunque este título está en disputa.

## Historia

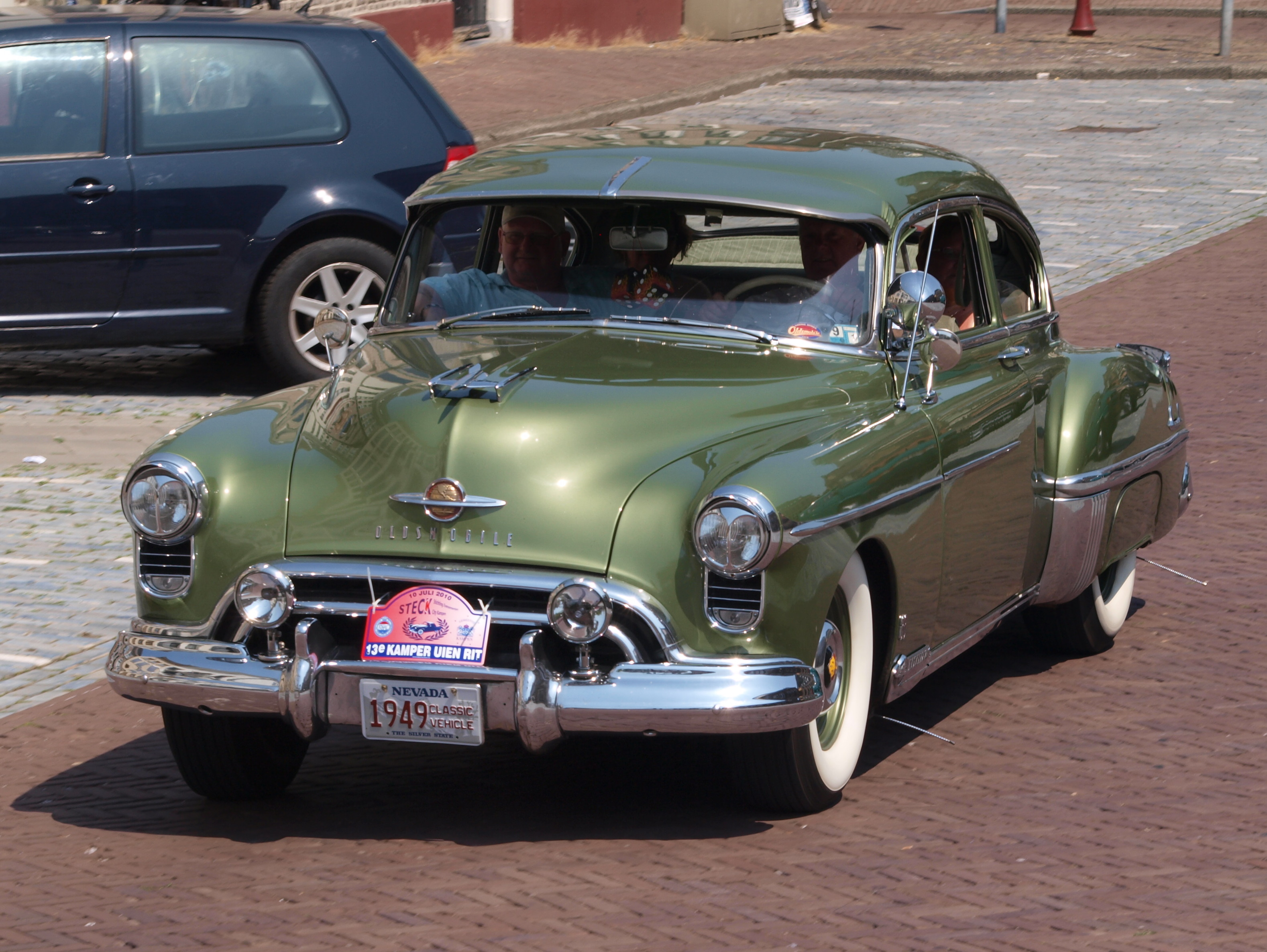
1.ª Generación, conocida como Rocket 88

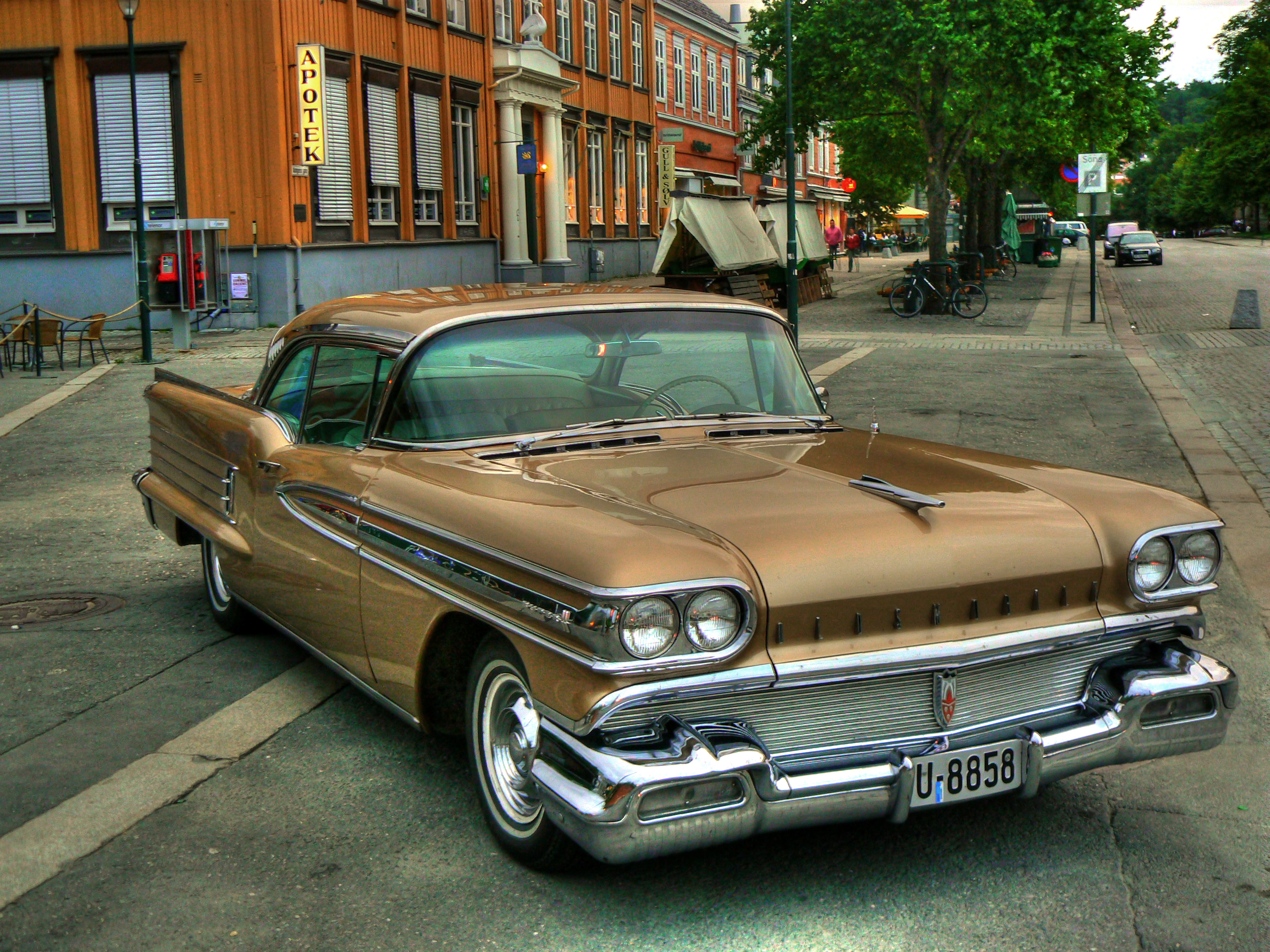
Oldsmobile Super 88 Holiday cupé de techo duro de 1958

Oldsmobile introdujo el 88 en 1949 con el nombre completo de Rocket 88. Su nombre completó la gama ofrecida en ese momento por el fabricante del automóvil, que consistía en 76 y el 98. El 88 se montó en la plataforma A de General Motors, ya utilizada en el 76, en la que se instaló un motor V8 Rocket; esta combinación formada por un carro pequeño y ligero y un motor potente, hicieron del 88 un anticipador de los muscle car. Las transmisiones ofrecidas eran: una transmisión manual de dos velocidades y una transmisión automática de tres velocidades. El motor estaba en la parte delantera, mientras que la tracción estaba en la parte trasera.
El alto rendimiento del automóvil permitió que el 88 participara en la serie de carreras de NASCAR. El modelo ganó 6 de las 9 carreras en 1949, 10 de las 19 carreras en 1950 y 20 de las 41 carreras en 1952; al final su dominación fue interrumpida por el poderoso Hudson Hornet, a pesar de eso, gracias a sus victorias, permaneció en el imaginario colectivo como la primera reina de NASCAR. Estos logros deportivos llevaron a un fuerte aumento en las ventas. De hecho, la economía, después de la Segunda Guerra Mundial, estaba en auge y el Rocket 88 tuvo un buen éxito entre los exsoldados que participaron en el conflicto, gracias a su imagen de automóvil deportivo. Los exsoldados, de hecho, habían estado acostumbrados a conducir vehículos militares poderosos, y el Rocket 88 era un automóvil muy adecuado para este público joven.
En su segunda generación de 1954, el Oldsmobile fue objeto de un profundo restyling. Estaban provistos de una carrocería más larga y ancha, además de un parabrisas y una ventana trasera envolvente. El tono se incrementó a 3099 mm (122 pulgadas). La versión básica simplemente se llamaba 88, y el Super 88 se comercializó nuevamente, que se posicionó en la mitad del rango ofrecido. El desplazamiento del motor V8 Rocket se amplió de 5.0 L a 5.3 L, mientras se mantiene el carburador de doble cuerpo. El motor de la base 88 proporcionó 170 HP (127 kilovatios) de potencia, mientras que el del Super 88 desarrolló 185 HP (138 kilovatios). Este último había instalado un carburador de cuerpo cuádruple.
Recién en 1957, la base del 88 recibió el nombre de Golden Rocket 88. Sin embargo, la única frase aplicada a los autos debajo de las luces traseras era "88". En 1957, se ofreció el paquete J2, que presentaba tres carburadores de doble cuerpo de 0.32 m³, que eran, por lo tanto, similares a los instalados en algunos Pontiac. El Super 88 continuó ofreciéndose en el medio del rango y el motor V8 Rocket fue aumentado a 6.1 L, que ahora desarrollaba 277 HP (207 kilovatios) de potencia.
Todos los autos Oldsmobile fueron completamente revisados en 1959. Todos fueron montados en la nueva plataforma B de General Motors. En comparación con las plataformas de los automóviles anteriores, la nueva plataforma era más larga, más baja y más ancha. Esta nueva plataforma se utilizó en toda la gama ofrecida por General Motors, desde en el Chevrolet más económico hasta en los Cadillacs más caros.
El nuevo diseño de la carrocería incluía seis ventanas en los sedanes de cuatro puertas, un pabellón perfilado con un acristalamiento grande en los cupés Holiday y un techo plano en los sedanes Holiday, que creaba un efecto visual similar al de un recipiente de vidrio para la cría de peces.

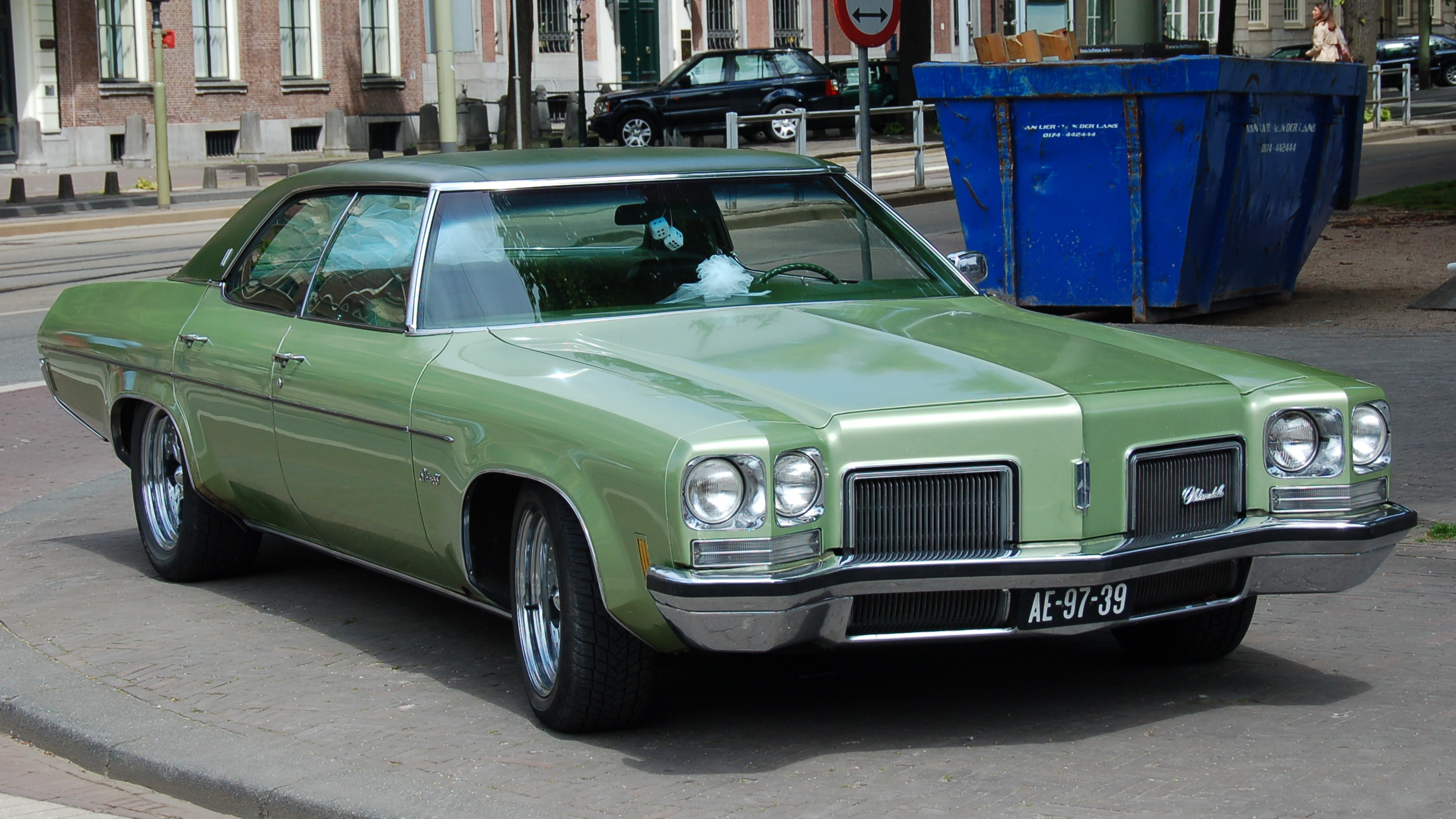
Delta 88 de 1972, (7.ª generación)

En la sexta generación, el nombre Delta apareció por primera vez en 1965 en una versión más grande del Dynamic 88, el Dynamic 88 Delta, que reemplazó al anterior Super 88, este último construido en la plataforma B de General Motors. A principios de 1965, se llamó Dynamic 88 Delta, pero después de unas semanas la denominación se cambió a Delta 88, creando así una versión separada en comparación con la Dynamic 88. Las otras versiones fueron el económico Jetstar 88, el Dynamic 88, el deportivo Jetstar I y el lujoso Starfire. Todos estos modelos compartían la distancia entre ejes de 3124 mm (123 pulgadas).
El motor estándar para la novena generación disponible, era el Buick V6 de 3.8 L de cilindrada, que se combinó con la transmisión GM Turbo-Hydramatic 200. Otros motores fueron el V8 básico de 4.3 L y un V8 de gasolina de 5.7 L. Para los autos comercializados en mercados de gran altitud, se montó un motor Chevrolet para cumplir con las regulaciones federales de emisiones. El motor más potente disponible era un V8 Oldsmobile de 6,6 L de desplazamiento, disponible como opción, que se combinó con la transmisión THM350.

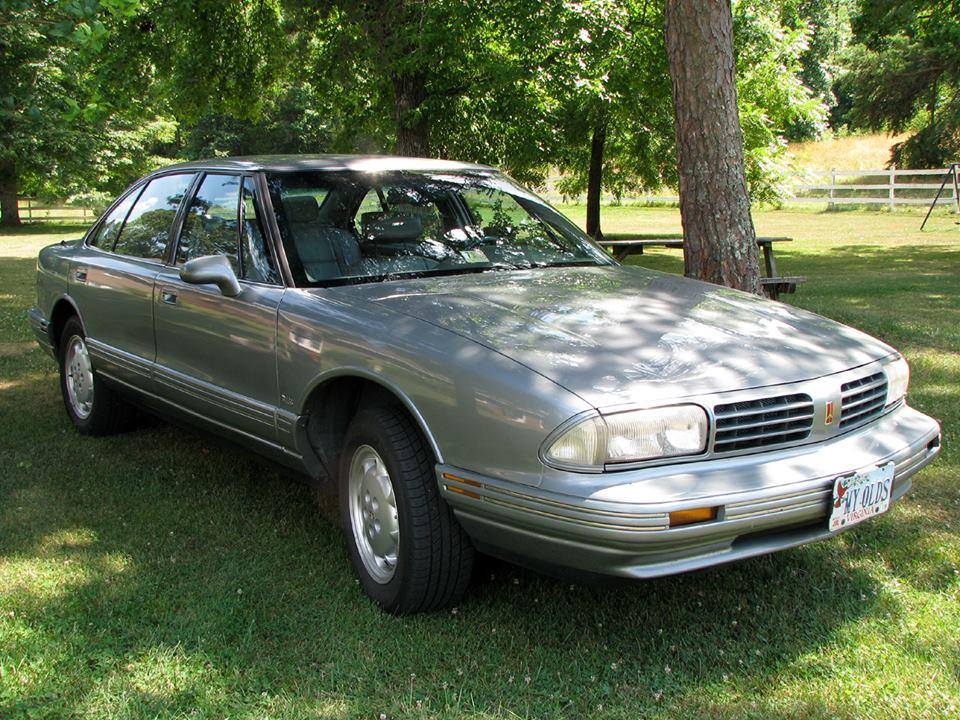
Oldsmobile LSS (1994-1995)

El 88 sufrió su última revisión en 1992 y cabe decir que tras el final de la producción del Oldsmobile 98 en 1996, el Oldsmobile creó el 88 Regency, que estaba en producción a partir de 1997 a 1998 y se habían instalado los mismos guardabarros delanteros y la misma rejilla de la berlina 98, pero poseía la plataforma del 88. La Regency tenía una amplia gama de equipos, incluyendo control de tracción, tapicería de cuero, asientos delanteros eléctricamente ajustables en 8 posiciones con el lado del conductor memorable, aire acondicionado de doble zona y control electrónico de la altura de la suspensión. Un espejo especial del lado del conductor también estaba disponible. Además, el espejo interno en modo día/noche estaba conectado al espejo externo y ambos podían ajustarse simultáneamente y de la misma manera.
1999 fue el último año de la producción de este modelo.

### Motores de la última generación
Todos V6 Buick 3800 de 3.8 L:
- 1992-1994: Serie I, 170 HP (127 kilovatios)
- 1995-1999: Serie II, 205 HP (153 kilovatios)
- 1995: Serie I sobrealimentado, 225 HP (168 kilovatios)
- 1996-1999: Serie II sobrealimentado, 240 HP (179 kilovatios)